# Eva Fonda
Eva Fonda é uma telenovela filipina produzida e exibida pela ABS-CBN, cuja transmissão ocorreu em 2008.

## Elenco
- Cristine Reyes - Eva de Jesus / Eva Fonda
- Jason Abalos - Joel Dakila
- Baron Geisler - Val Mendez